# 生命尊重の日
生命尊重の日（せいめいそんちょうのひ）は、7月13日。1948年(昭和23年)7月13日、中絶を合法化した優生保護法(現在の母体保護法)が公布されたことにちなみ、1984年（昭和59年）に医師・法律家・教育者・主婦などで構成される「生命尊重の日」実行委員会により制定された。優生保護法の日とよぶ事例もある。